# Лобода кленолиста
Лобода́ кленоли́ста (Chenopodium acerifolium Andrz.) — однорічна рослина родини амарантових.

## Історія
Вид був описаний 1862 року українським природознавцем польського походження Антоном Лукіяновичем Анджейовським у виданні Університету Святого Володимира «Университетские известия». Лектотип, імовірно, зібраний на Трухановому острові.

## Загальна біоморфологічна характеристика
Однорічна рослина до 50 см заввишки. Стебло прямостояче, округле, зі світлими поздовжніми смугами, в нижній частині голе, в суцвітті слабомучнисте, від основи гіллясте. Гілки дугоподібно або косо спрямовані вгору. Листки на довгих черешках, трилопатеве, з витягнутою клиноподібною середньою часткою, зверху голе, знизу слабомучнисте, до 8 см завдовжки, 2-5 см завширшки. Суцвіття пірамідально-волотисте. Квітки зібрані в щільні великі клубочки. Листочки оцвітини борошнисті, по краю плівчасті, на спинці з добре розвиненим кілем, майже завжди приховують зріле насіння, яке має 1.2-1.3 мм в діаметрі, з виразним ямчастим малюнком на поверхні насіннєвої шкірки. Пиляки 0.25 мм завдовжки.

## Поширення і екологія
Ареал охоплює Середню Європу, північ Середньої Азії та Сибір (Тюменська область, Томська область, Красноярський край, Хакасія, Бурятія, Якутія). Росте по піщаних берегах річок, на галечниках, біля доріг.

### Поширення в Україні
Зустрічається в Україні, в тому числі в Київській області і в Києві. Спорадично трапляється на пісках Дніпра, рідше — на піщаних рудеральних місцях.

## Охоронні заходи
Вид занесений до Червоної книги Латвійської Республіки і до Офіційного переліку регіонально рідкісних рослин Київської області.